# 烏克蘭在俄羅斯占領區的抗議活動
在2022年俄罗斯入侵乌克兰和由此导致的俄罗斯占领乌克兰城镇期间，发生了多起平民对占领军的非暴力抵抗事件。当地居民组织抗议俄罗斯入侵并阻止俄罗斯军事装备的移动，而俄罗斯军方以开枪警告作回应。据当地居民称，俄軍打死及打伤了数名抗议者，此舉可被视为战争罪。

## 时间线
2月25日，科诺托普市被俄罗斯军队包围。3月2日，在城市居民的一次集会上，该市市长阿尔乔姆·谢缅尼欣表示，如果他们不服从，俄罗斯军方威胁要炮轰该市，提议抵抗。他的提议得到了聚集的人群的起立鼓掌。
3月1日，在梅利托波尔，当地居民组织了一次抗议集会，他们沿着胜利广场的大道游行到俄罗斯军队占领的国家安全局大楼。据莫斯科的在线出版物《我们的城市》报道，“无法承受（大楼外）的压力，俄罗斯士兵先是向空中开火，然后向市民开火”，“一人膝盖中弹”。据英国广播公司新闻乌克兰站报道，当地居民在乌克兰国旗下组织了数千人的和平抗议，并指责俄罗斯士兵炮轰以及抢劫商店。自3月10日起，每天都会重复通过梅利托波尔市中心的游行。
3月2日，在扎波罗热州的沃佳內與卡緬卡村，当地居民封锁了俄罗斯军队的道路。該村的村长与俄罗斯方面的一名代表进行了谈判，他们提议允许军事车队通过這村到达目的地，而俄軍就不会伤害任何人；當地居民拒绝了这个建议。据附近埃內爾霍達爾的市长称，当地时间下午3时多，俄罗斯军队向抗议者开火，造成两人受伤。
3月4日，俄罗斯军队占领卢甘斯克州的新普斯科夫镇后，当地居民在乌克兰国旗下举行抗议活动。据《乌克兰真理报》援引当地居民的话报道，在該市有抗议者因俄軍開枪而中枪受伤。翌日，当地居民再次抗议俄军的占领，俄军再次向他们开火警告。据卢甘斯克州州长盖达伊称，此次事件中有三名当地居民受伤。
3月5日，赫尔松的居民带着乌克兰国旗参加了集会，并高呼表示这座城市仍属于乌克兰，尽管俄軍占领了这城，他们永远都不会成為俄罗斯人。俄罗斯军方向抗议者开火警告。与此同时，乌克兰国家警察公布了一段视频，视频中的一名手持乌克兰国旗的赫尔松警察跳上一辆驶过集会现场的俄罗斯装甲运兵车，当地居民用呼喊与掌声支持他的行动。
3月7日，乌克兰赫尔松地区检察官办公室根据《乌克兰刑法典》第438条第2部分（违反战争法和战争惯例，与有预谋的谋杀有关），对新卡霍夫卡的几名抗议者的死亡进行了刑事立案。根据调查，在3月6日的一次集会上，儘管人民手無寸鐵而又不會构成任何威胁，俄罗斯军方仍不分青红皂白地向抗议者开火，造成至少一人死亡，七人受伤。
3月20日，赫尔松的抗议者与几辆俄罗斯军车对峙，并告诉他们“赶回家去”。
3月26日，随着俄罗斯试图占领斯拉武特奇，該市的戰役升级，並在次遭到當地居民的抗议活动。有报道称，俄罗斯军队绑架了該市的市长，幸好他最终及时获释，更在当天晚些在城市广场举行的反俄抗议集会上发表讲话。该市5,000多名居民参加了和平抗议活动，直到俄罗斯军队向人群鸣枪警告并发射眩晕手榴弹，至少有一名平民受伤，抗议活动才得以中断。抗议者逃离眩晕手榴弹的视频在网上流传；袭击平民和平抗议的集会亦有可能构成战争罪行。
4月2日，埃內爾霍達爾的人民再次在街上抗議佔領，包括唱烏克蘭的國歌。俄軍最終以武力解散，並把某些示威者帶走，部分更被收押及遭俄軍虐待。
5月20日，俄方綁架了埃內爾霍達爾的消防署長，導致該城的消防員集體抗議。俄軍也依舊地強硬處理，以武力解散人民，並有報導指他們在過程中鞭打平民和毀壞消防設備。